# Правителство на Народна република Македония (5)
Петото правителство на Народна република Македония е формирано на 3 февруари 1953 година. На тази дата се създава Изпълнителен съвет на Народното събрание на Народна република Македония, който изпълнява функцията на правителство. Мандатът на този състав продължава само десет месеца и половина, до 19 декември 1953 година.

## Състав на Изпълнителния съвет
Съставът на правителството е следният:
- Лазар Колишевски – Председател на съвета
- Любчо Арсов – заместник-председател
- Видое Смилевски – заместник-председател
- Мито Хадживасилев – секретар
- Димитър Алексиевски – Пекар – член
- Вера Ацева – член
- Страхил Гигов – член
- Киро Георгиевски – член
- Мито Димитриевски – член
- Боге Кузмановски – член
- Никола Минчев – член
- Методи Митевски – член
- Лазар Мойсов – член
- Наум Наумовски – член
- Благой Попов – член
- Елисие Поповски – член
- Кемал Сейфула – член
- Цветко Узуновски – член
- Кръсте Цървенковски – член
- Лиляна Чаловска – член
- Реис Шакири – член
- Диме Бояновски – член и министър на правосъдието[4]